# Kiesbankgrashüpfer
Der Kiesbankgrashüpfer (Chorthippus pullus) ist eine Kurzfühlerschrecke aus der Familie der Feldheuschrecken (Acrididae).

## Merkmale
Die Tiere werden 12 bis 17 Millimeter (Männchen) bzw. 18 bis 22 Millimeter (Weibchen) lang. Ihr Körper ist von dunkel rotbrauner oder graubrauner, selten gelblicher Grundfarbe. Auffallend sind zwei dunkle Flecken auf den Hinterschenkeln, die schwarzen Hinterknie und leuchtend blutrote Hinterschienen (Tibien).  Die Tympanalorgane sind oval.
Die verkürzten Flügel reichen beim Männchen fast bis zur Abdomenspitze,  beim Weibchen nur bis zur Mitte des Hinterleibs.

## Lebensraum
Der Kiesbankgrashüpfer kommt auf Kiesbänken der Alpenflüsse und in sandigen Heidegebieten vor. In Deutschland ist die Art sehr selten geworden und außerhalb der Alpen nur aus dem Raum Berlin und der Nieder- und Oberlausitz (Brandenburg, Sachsen) bekannt.  In Südbayern kommt die Schrecke in den Isarauen und der Loisachaue vor.

## Lebensweise
Adulte Tiere treten von Juli bis Oktober auf. Die Männchen bringen Schwirrlaute von 1 bis 2 Sekunden hervor, die wie ein weiches, gleichförmiges „sssss“ klingen.

## Gefährdung und Schutz
Der Kiesbankgrashüpfer ist in Deutschland auf der Roten Liste der gefährdeten Arten als vom Aussterben bedroht (Kategorie 1) eingestuft. Hauptursache für seine Gefährdung ist die Zerstörung seiner Lebensräume.